# Topârcea, Sibiu
Topârcea (în dialectul săsesc Tšapertš, în germană Tschapertsch, Topertsch, Schappisdorf, în maghiară Toporcsa) este un sat ce aparține orașului Ocna Sibiului din județul Sibiu, Transilvania, România.
Prin mijlocul satului Topârcea își are cursul Râul Vișa (în germană Weißbach, în traducere Pârâul alb). Acest râu își continua cursul către Ocna-Sibiului, Alămor până la vărsarea lui în Târnava Mare.

## Personalități
- Teofil Părăian (numele de mirean Ioan, n. 1929 – d. 2009), duhovnic ortodox român;
- Lucreția Ciobanu (născută Arcaș, n. 1924 – d. 2015), interpretă de muzică populară.

## Monumente istorice
- Biserica „Buna Vestire” (1762)

## Imagini

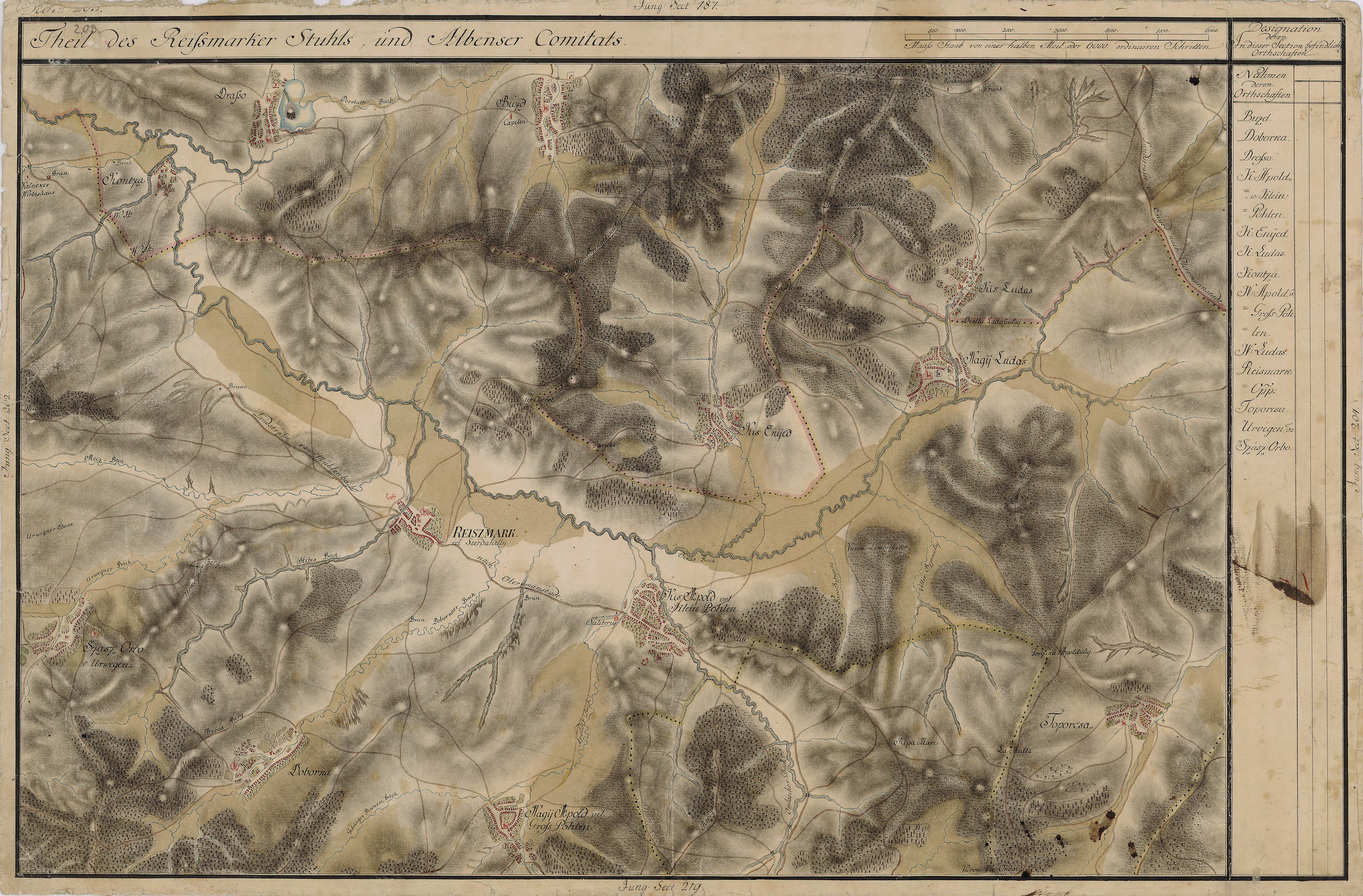
Topârcea în Harta Iosefină a Transilvaniei, 1769-1773
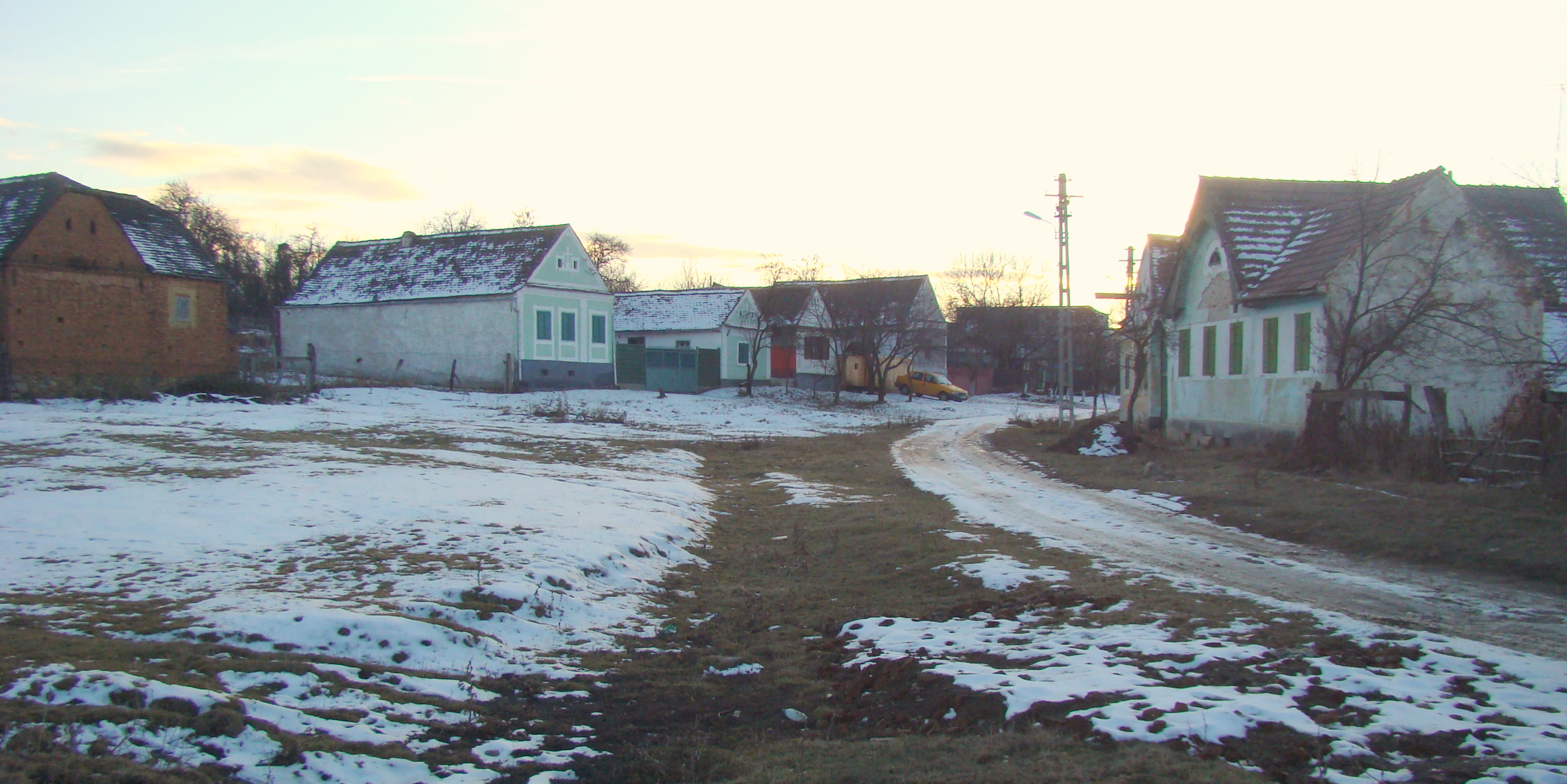
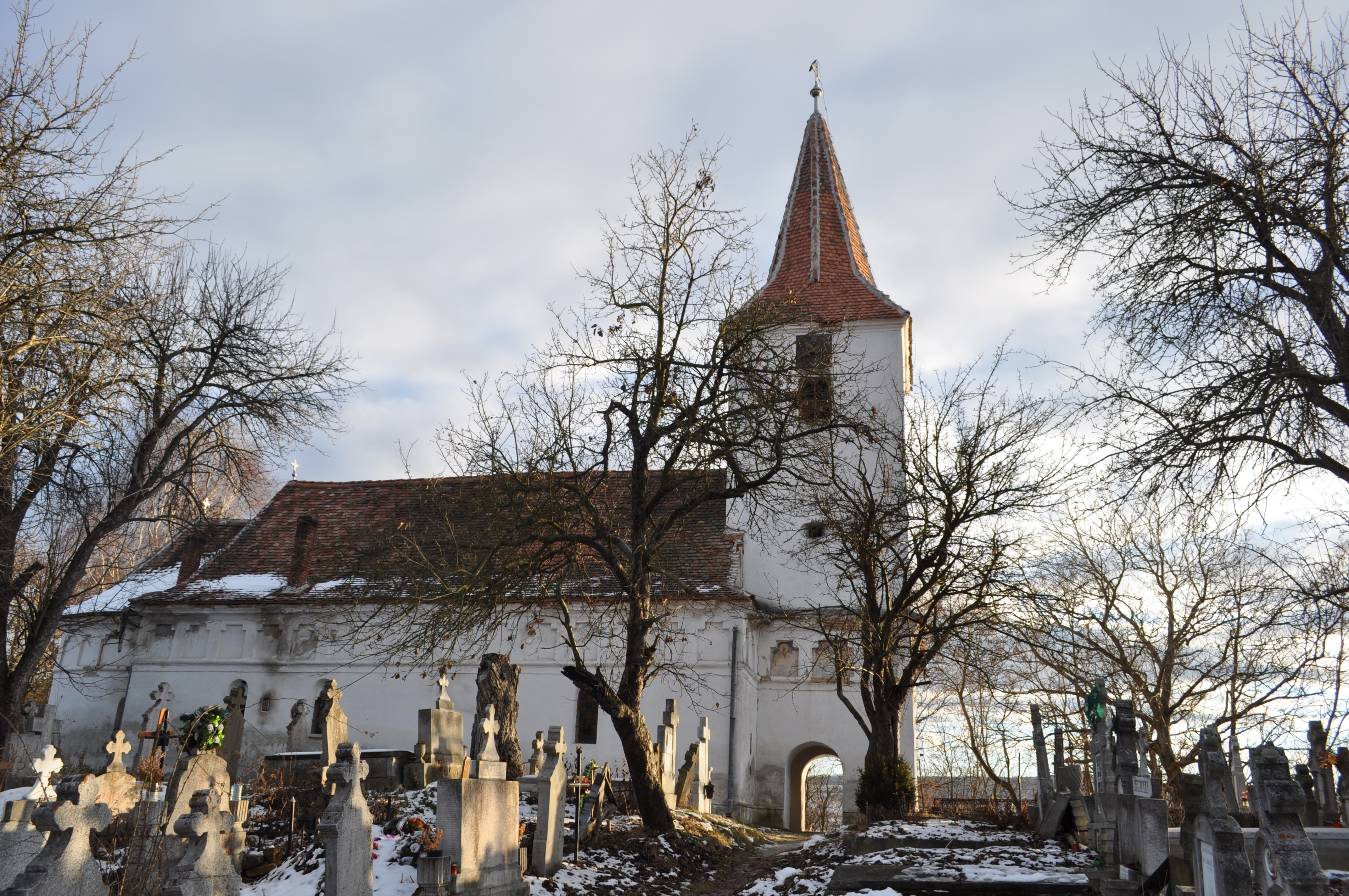
Biserica „Buna Vestire” (1762)
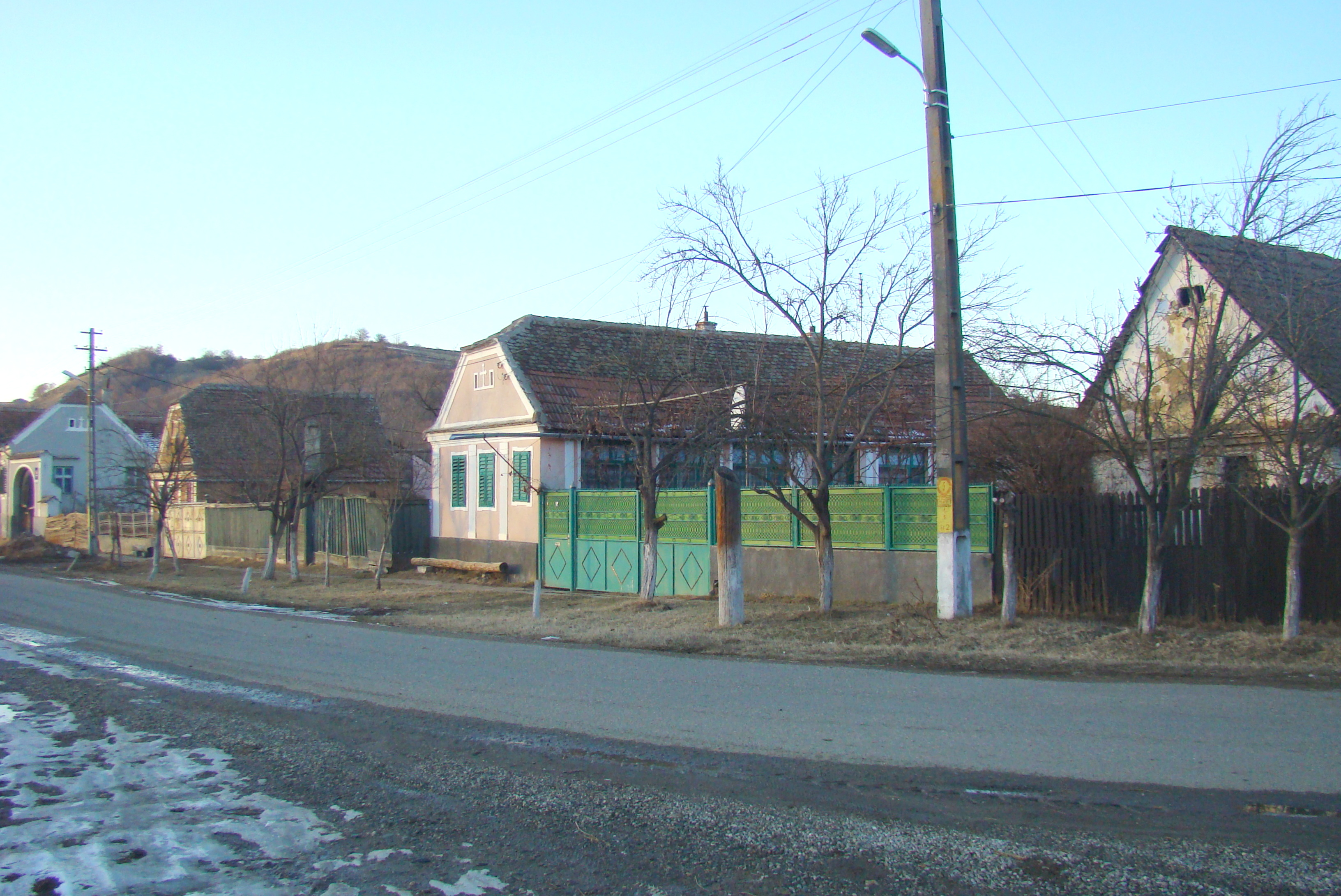
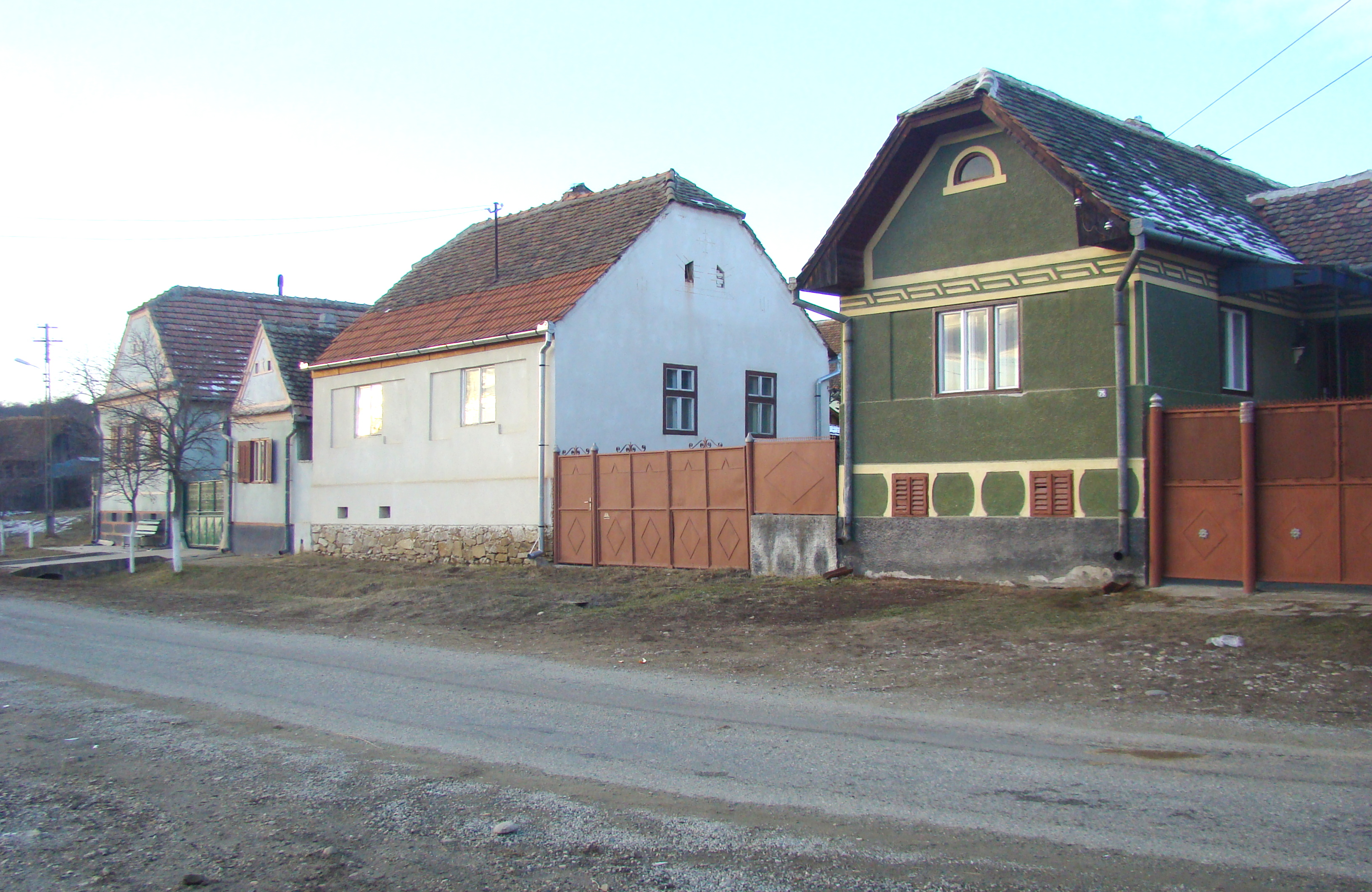